# إتياتيبا
إتياتيبا (بالإنجليزية: Itatiba) هي مدينة، وبلدية في البرازيل، تتبع ساو باولو، بلغ عدد سكانها 81٬197 نسمة، في 1 أغسطس 2000، تبلغ مساحتها 322٫230 كيلومتر مربع.

## الموقع
تشترك في الحدود مع:
- Morungaba [الإنجليزية]‏
- Jarinu [الإنجليزية]‏
- براغانكا باوليستا
- Vinhedo [الإنجليزية]‏
- جوندياي
- Louveira [الإنجليزية]‏
- فالينهوس.

## أعلام
- بيتو بيانكي